# 北京红星

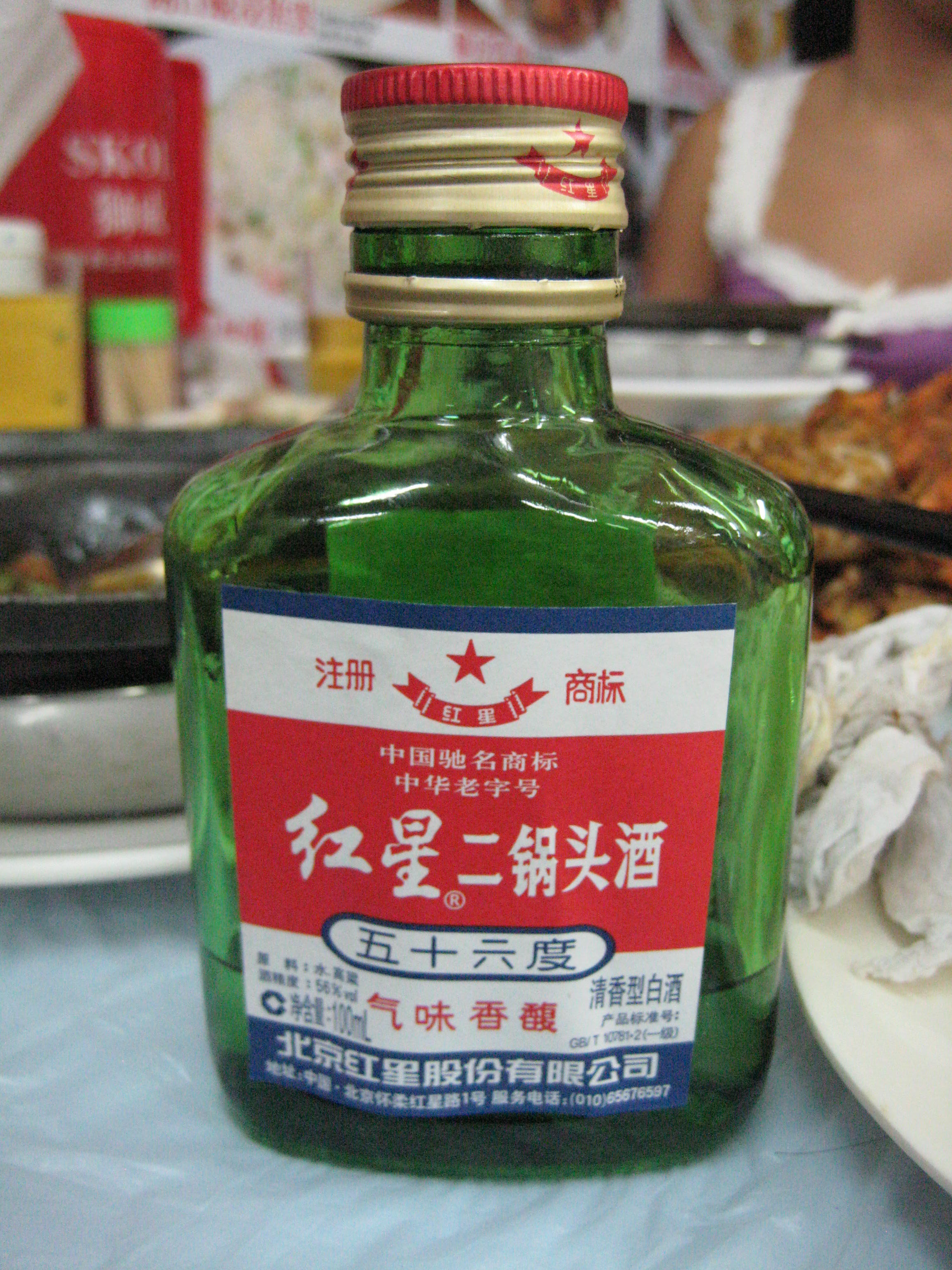
一瓶红星二锅头。

北京红星股份有限公司，位于北京市怀柔区红星路1号，是北京市的一家老字号酿酒企业，主营二锅头酒酿造。该公司隶属北京市人民政府国有资产监督管理委员会，是北京市属国有企业。

## 简介
明朝李时珍《本草纲目》中记载：“烧酒非古法也。自元时始创其法。”即烧酒为元朝创制。清朝康熙十九年（1680年），前门外“源昇號”酒坊的酿酒技师赵存仁、赵存义、赵存礼三兄弟发明了“掐头去尾取中段”工艺，以纯净烧酒的质量，仅选取第二锅冷却流出的烧酒，从而极大提高了酒质。赵氏三兄弟的这项改进标志着“二锅头工艺”诞生，此后二锅头“掐头去尾取中段”的技艺被北京乃至中国各地的酿酒业广泛采用。

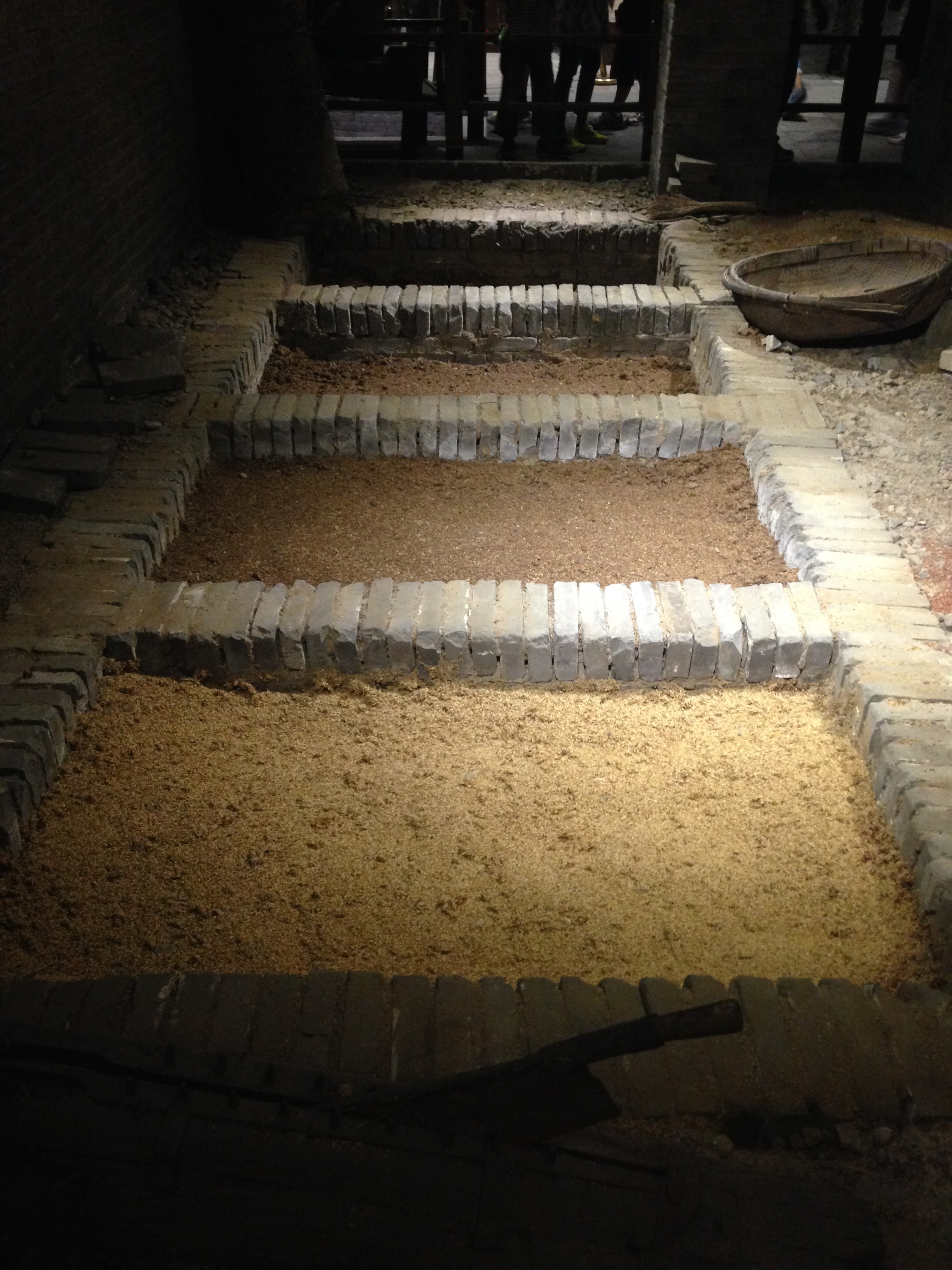
北京前門源昇號博物館内展示的酿造二锅头用的发酵窖

1948年，红星商标在晋察冀边区诞生，由国际友人设计，图案由红五星和飘带组成。1949年4月，中央税务总局下发《关于成立华北酿酒实验厂的通知》的红头文件。中央决定对白酒实施专卖，停止私人生产及经营，全面关闭北京各处的老烧锅，同时成立华北酒业专卖公司实验厂（即如今的北京红星股份有限公司的前身），为中华人民共和国开国大典准备献礼酒。同年5月6日，华北酒业专卖公司实验厂收编了“源昇號”、 “龙泉”、“同泉涌”、“永和成”、“同庆泉”等12家北京知名的烧锅老字号，正式组建成立，并且在北京建国路90号创建了工业化酒厂。华北酒业专卖公司实验厂成为中华人民共和国第一家国营酿酒厂。该厂独家掌握了北京二锅头酒传统酿造技艺。1949年9月，该厂生产的二锅头酒成为庆祝中华人民共和国成立的献礼酒，献礼酒产量仅20.5吨，命名为“红星二锅头”，开创了将“二锅头”这一酿酒工艺名称作为产品名称的先河。（在此之前，那些老字号作坊生产的酒被称作“烧酒”、“烧刀子”、“白干”等，从未称过“二锅头”。）

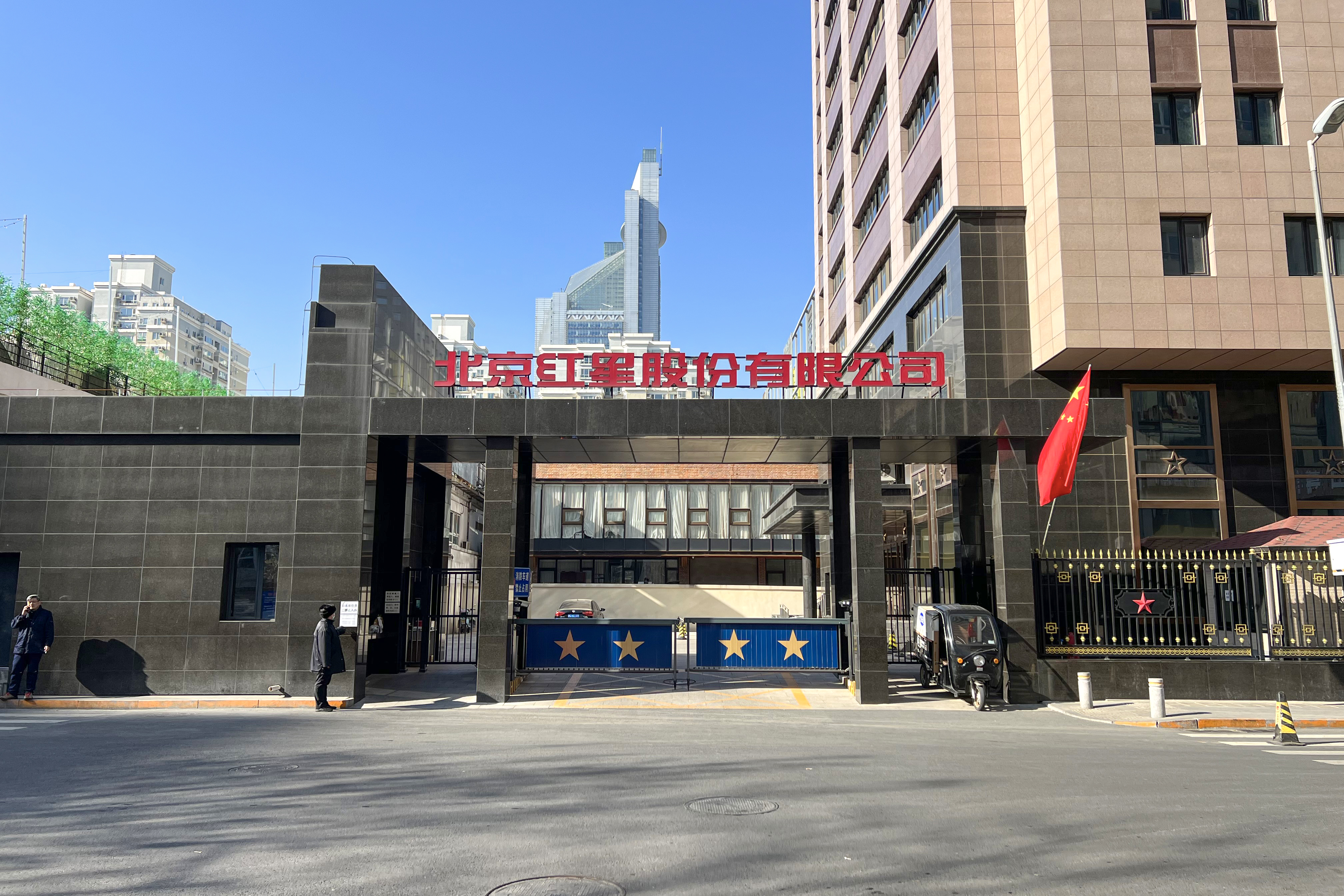
建国路90号院旧厂区用地仍由红星酿酒持有

稍后，该厂更名为国营北京酿酒厂。1951年，国营北京酿酒厂在国家工商局注册红星牌商标。1950年代，该厂是北京市唯一的白酒厂。到1965年以前，该厂也是唯一生产二锅头的酒厂。二锅头的产量从1949年的20.5吨增加到1964年的530吨，但仍不能满足需求。当时，中华人民共和国国务院总理周恩来为让群众都能喝得起二锅头酒，明确规定二锅头酒价格不得过高。此后多年红星二锅头一直由国家定价，直到1990年代企业才有了自主定价权。
1965年8月，北京市工业生产委员会发布第337号（65）工生通字第33号文，决定北京酿酒厂、北京葡萄酒厂、北京啤酒厂、北京双合盛啤酒厂组成北京酿酒总厂，对全北京市的酿酒工业实行统一领导及归口管理。北京酿酒总厂共设12个分厂，1个研究所（北京市发酵工业研究所），其中对顺义县牛栏山酒厂、顺义县杨镇酒厂、昌平县酒厂、大兴县酒厂、通县牛堡屯酒厂等5个县属归口酒厂采取“七管两不变”的政策，即人事、财政不变，计划、生产、技术、粮食、能源、定价、供应由北京酿酒总厂管理。在北京酿酒总厂的扶持下，北京市有19家酒厂先后开始生产二锅头酒。北京酿酒总厂为包括顺义县牛栏山酒厂在内的这19家郊区酒厂输送技术人员、传授二锅头酿制技艺。

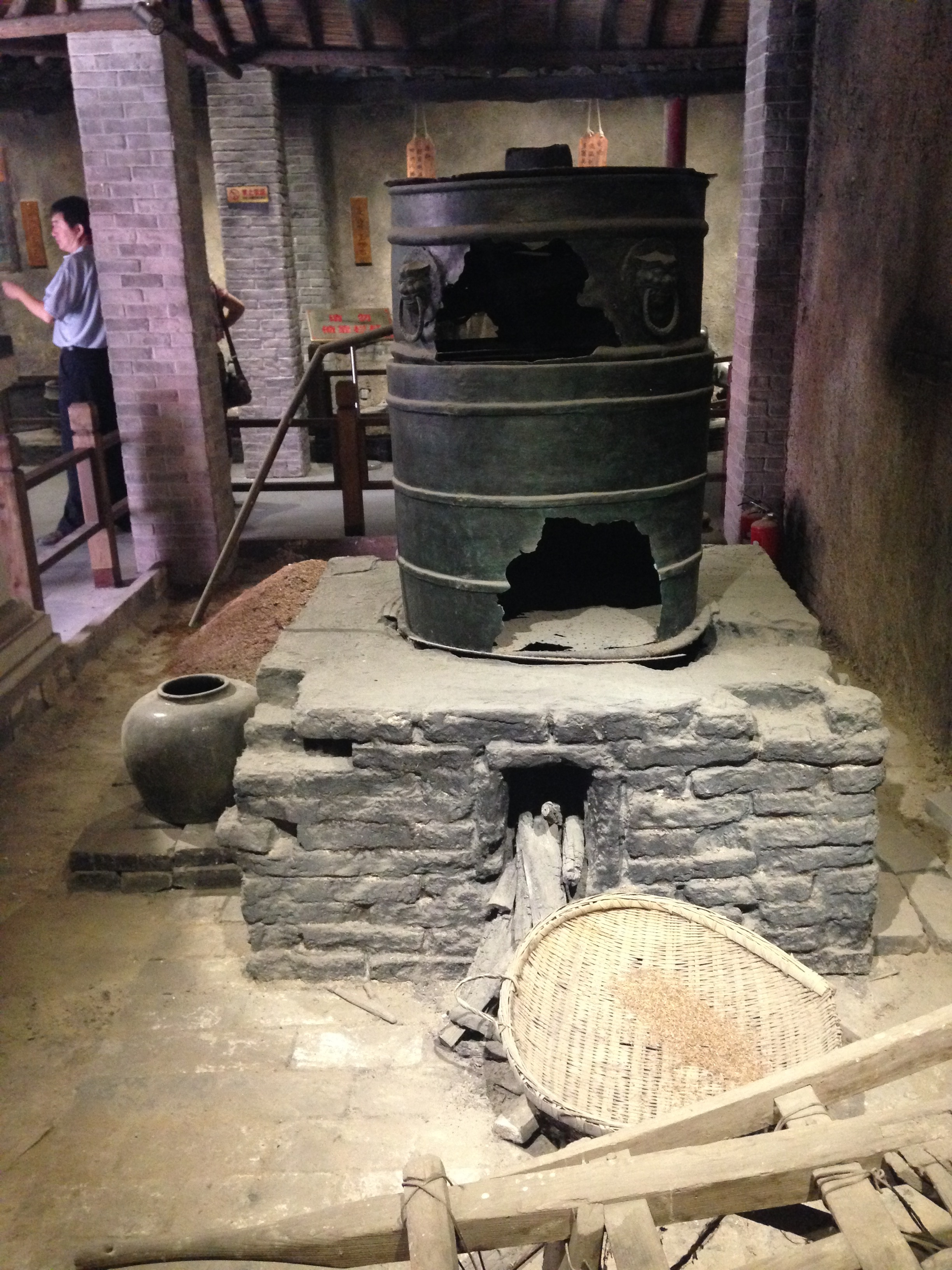
北京前門源昇號博物館内展示的酿造二锅头用的灶

1981年，北京酿酒总厂主动放弃了“二锅头”的全名称商标注册，只用“红星”的注册商标，北京酿酒总厂与下属的其他各分厂共享“二锅头”品牌。1987年，北京酿酒总厂将5个直属厂上交给北京市一轻工业总公司管理，北京酿酒总厂转为自负盈亏的企业，并负责对全北京市酿酒企业实行行业管理。
1993年，北京酿酒总厂与北京酒精厂、北京夜光杯（东郊）葡萄酒厂合并成立北京红星酿酒集团公司。2000年8月，经北京市人民政府批准，北京红星酿酒集团公司联合北京京泰投资管理中心、北京市发酵工业研究所、北京富莱茵益轻科技发展有限责任公司、北京鸿运置业股份有限公司共同组建北京红星股份有限公司。
2001年12月，收购生产麸曲清香型白酒六曲香酒的厂家山西祁县六曲香酒厂，改其为“北京红星股份有限公司六曲香分公司”。
2003年，红星推出青花瓷系列高档白酒。2008年，作为北京二锅头酒酿制技艺传承者，红星入选国家级非物质文化遗产名录。2008年，红星二锅头作为北京特产，成为2008年北京奥运会官方接待用酒。2009年，红星推出红星蓝瓶二锅头。2014年，红星蓝瓶二锅头在比利时布鲁塞尔国际烈性酒大奖赛获金奖。2015年，红星青花瓷获布鲁塞尔国际烈性酒大奖赛金奖。
2011年2月，北京“首都酒业有限公司”成立，由北京一轻控股有限责任公司旗下的北京红星股份有限公司和北京龙徽酿酒有限公司为主要组成部分，其中北京红星股份有限公司是其核心企业。首都酒业的成立是为IPO做准备。但2014年IPO计划已搁浅。

## 北京二锅头酒博物馆
北京二锅头酒博物馆位于红星路1号北京红星股份有限公司内，是该公司于2011年创办的展示北京二锅头酒文化的私立博物馆。经过2年施工，2011年9月28日，北京红星股份有限公司投资兴建的两座二锅头酒博物馆——北京二锅头酒博物馆、北京前門源昇號博物館正式开馆，开馆仪式在位于怀柔区的北京二锅头酒博物馆举行。北京二锅头是北京的代表酒种，北京红星股份有限公司的北京二锅头酒传统酿造技艺入选了国家级非物质文化遗产名录。自这两座博物馆筹备起，北京红星股份有限公司便派专人搜集整理相关古籍，并向民间征集老物件以充实馆藏。对二锅头历史感兴趣的观众可在两座博物馆中参观、与专业人员互动，了解二锅头的发展历史以及古法酿酒传统技艺。
北京二锅头酒博物馆的建筑面积3400平方米，是北京市最大的酒类博物馆。该馆主要分为文化展示、工艺展示两大功能区。馆内通过近百件文物，介绍了二锅头的创始及发展过程，观众可以品尝刚刚从蒸馏器中提取出来的温的“新酒”。 博物馆还设有一个和传统工序相同的酿酒车间，观众可在酿酒技师的指导下，自制二锅头酒。在“醉酒体验区”，观众可清醒地体验醉酒后的“天旋地转”。 

## 北京前門源昇號博物館

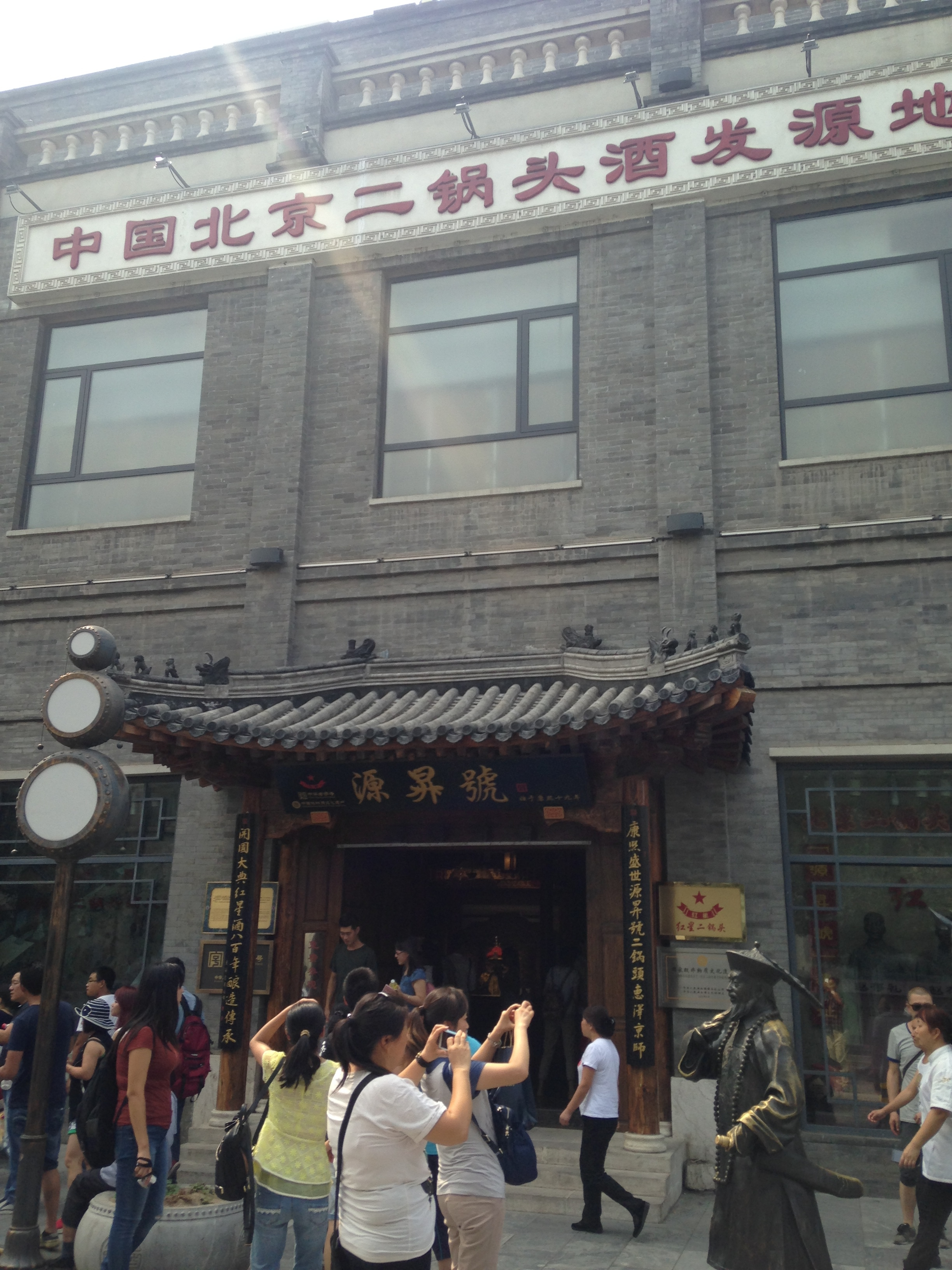
北京前門源昇號博物館

北京前門源昇號博物館位于北京市西城区粮食店街40号，是该公司2011年创办的展示北京二锅头酒文化的私立博物馆。
北京前门源昇號博物馆位于前门商业区，是在北京二锅头之源“源昇號”老号的原址上复建。开馆之初，建筑面积大约734平方米，分为四层，每层展区各有特色。2013年，为接待更多游客，北京红星股份有限公司对北京前門源昇號博物館的位置、面积、功能设置、装饰整体升级，希望吸引前门大街的客流来博物馆参观体验。2004年1月8日，源昇號博物馆举行重张仪式，北京红星股份有限公司副总经理朱华开启了源昇號大门，寓意开业大吉。经过一层扩建工程，博物馆的建筑面积从原来的700多平方米增加到1500平方米。